# Krasnosillea, Oleksandrivka
Krasnosillea (în ucraineană Красносілля) este localitatea de reședință a comunei Krasnosillea din raionul Oleksandrivka, regiunea Kirovohrad, Ucraina.

## Demografie
Componența lingvistică a localității Krasnosillea
     Ucraineană (97,01%)
     Rusă (2,04%)
     Alte limbi (0,27%)
Conform recensământului din 2001, majoritatea populației localității Krasnosillea era vorbitoare de ucraineană (97,01%), existând în minoritate și vorbitori de rusă (2,04%).